# Lilia Nazmoutdinova
Lilia Nazmoutdinova (Sverdlovsk, 13 juin 1936 - Iekaterinbourg, 18 septembre 2018) était une gymnaste russe. Elle pratiquait la gymnastique rythmique et sportive.

## Biographie
Elle est la sœur de la gymnaste Alfia Nazmoutdinova.

## Palmarès
Elle a été médaillée de bronze au concours avec engins aux Championnats du monde de gymnastique rythmique 1965 à Prague.